# Gustavo Franco
Gustavo Henrique de Barroso Franco (Río de Janeiro, 10 de abril de 1956) es un profesor y economista brasileño.

## Educación
Hijo de Guilherme Arinos Lima Verde de Barroso Franco (asesor del presidente Getúlio Vargas y miembro de la primera dirección del BNDES) y Maria Isabel Barbosa de Barroso Franco, Gustavo Franco se graduó en Economía (1975-79) por la Pontificia Universidad Católica de Río de Janeiro y, a continuación, completó estudios de máster, también por la PUC-Río, con una tesis en Economía defendida en 1982 y premiada en 1983 por el Banco Nacional de Desenvolvimento Econômico e Social para tesis de máster.
Esta tesis fue su primer libro, publicado con el título Reforma monetaria e inestabilidad durante la transición republicana. Más tarde se doctoró en la Universidad de Harvard (1982-86), donde estudió la hiperinflación sufrida en la década de 1920 por Alemania, Polonia, Austria y Hungría. Esta tesis obtuvo el premio Haralambos Simionides en 1987 para la mejor tesis o libro de economía, premio concedido por la ANPEC, Asociación Nacional de Centros de Posgrado en Economía.
En 1986 regresó a Brasil como profesor del Departamento de Economía de la PUC de Río de Janeiro. Fue profesor, investigador y consultor en asuntos de economía durante el período 1986-93, especializándose en inflación, estabilización, historia económica y economía internacional, áreas sobre las que publicó numerosos estudios. Además escribió incontables artículos en revistas académicas y publicó el libro Foreign direct investment and industrial restructuring: issues and trends (junto a Winston Fritsch), publicado por el Development Centre Studies, OECD Development Centre, OECD, París, 1991. El mismo libro fue publicado simultáneamente, y en la misma serie, en francés, con el título L'Investissement Direct à l'Étranger au Brésil: son incidence sur la restructuration industrielle. Publicó también, por el IPEA-INPES, el libro La Década Republicana: Brasil y la economía internacional (1888-1900) (serie PNPE nº 24. Río de Janeiro, 1991). Fue también editor y organizador de cursos de Economía: catálogo de listas de lectura de cursos ofertados en centros miembros de la ANPEC, publicado por la ANPEC, en septiembre de 1992 .

## Servicio público
Durante el período 1993-99, fue secretario de política económica adjunto del Ministerio de Hacienda, director de Asuntos Internacionales y presidente del Banco Central de Brasil. En esta época ganó los premios  Economista del Año 1997 (concedido por la Orden de los Economistas de São Paulo mediante elección por los miembros de la Orden) y "Central Banker of the year, 1998", premio concedido por la revista Euromoney, en septiembre de 1998.
Tuvo una participación destacada en la formulación, puesta en práctica y administración del Plan Real. A partir de su experiencia en el Ministerio de Hacienda y en el BCB publicó dos libros: El Plan Real y otros ensayos, Editora Francisco Alves, Río de Janeiro, 1995; y El desafío brasileño: ensayos sobre desarrollo, globalización y moneda, São Paulo: Editora 34, 1999. Sobre el Plan Real y su contribución, véase Guilherme Fiúza "3000 días en el bunker, un plan en la cabeza y un país en la mano", por la Editora Record, 2006 y "Plan Real. La Real historia del Real: una radiografía de la moneda que cambió Brasil, de Maria Clara R. M. del Prado, Río de Janeiro: Editora Record.
Después de un año sabático de la universidad (1999), fundó la empresa Río Bravo Inversiones (2000), compañía de servicios financieros, fusiones y adquisiciones, inversiones y securitizações. Ha participado de consejos de administración y consultivos de varias empresas. También ha actuado en eventos corporativos como ponente. En paralelo, mantiene alguna actividad académica (clases e investigaciones) y escribe para periódicos y revistas (El Estado de S. Paulo, Jornal do Brasil, Veja, Época).
Desde 1999 publicó otros tres libros: El papel y la baja del cambio - un discurso histórico de Ruy Barbosa (Río de Janeiro: Editora Reler, 2005), del cual fue editor y organizador; Crónicas de la convergencia: ensayos sobre temas ya no tan polémicos (Río de Janeiro: Editora Topbooks, 2006) y, también como editor y organizador, La Economía en persona - Verbetes contemporáneos y ensayos empresariales del poeta Fernando Pessoa - una recolección de textos de Fernando Pessoa (Río de Janeiro: Reler Editora, noviembre, 2006).

### Caso Banestado
Según el informe final de la CPI del Banestado, propuesto por el diputado José Mentor (PT), Gustavo Franco fue responsable de la evasión de más de R$ 30.000 millones entre los años de 1996 y 2002, por haber creado los mecanismos que legalizaron las cuentas CC5. En efecto, en abril de 1997, alertado por el propio Franco, el Banco Central comunicó, a través de 300 denuncias al Ministerio Público, la existencia de irregularidades. Gustavo Franco fue declarado inocente de todas las acusaciones, tanto en el TCU (Tribunal de Cuentas de la Unión), donde todo comenzó, cuanto en la acción ruidosamente propuesta por el Ministerio Público. Más tarde se filtró que el relator de la CPI estaba implicado en el caso de los "mensaleiros" (recibidores de propina a través del famoso escándalo de corrupción que fue conocido como Mensalão) y escapó del cese del plenario por falta de quórum en la sesión.